# 岑小林
岑小林（2004年—），綽號光速少年，是中國的一位少年跳繩運動員，貴州黔東南州苗族人。曾經於2015年11月26日至28日舉辦的第一屆世界學生跳繩錦標賽上打破了當時的世界紀錄。

## 三度破世界紀錄
2015年11月26～28日，第一屆世界學生跳繩錦標賽在阿聯酋杜拜舉辦，岑小林代表中國隊參加個人比賽。比賽完了之後，他跳出了30秒單腳108次的成績以及3分鐘單搖跳單腳548次的世界紀錄，全場裁判數了8次才確認最終成績。國際大會因而確認他是當時世界上跳得最快的兒童。
2016年7月9日，在花都區東鳳體育館舉辦的全國性跳繩大賽當日，岑小林以一分鐘444下的成績再次刷新自己創造的世界紀錄。
2017年1月27日，他參加了中國中央電視台綜合頻道的《挑戰不可能》節目，成功戰勝來自澳洲的跳繩選手賓·古伯以及日本跳繩選手黑野寬馬。
2017年7月9日，他在花都舉辦的中華人民共和國跳繩總決賽以一分鐘448下刷新了他2016年保持的紀錄。
2018年7月31日，在上海舉辦的世界跳繩錦標賽上，他以一分鐘456下的成績再次刷新世界紀錄。
2019年7月，岑小林在挪威举办的跳绳世界杯上以3分钟1141下刷新了世界纪录。
2019年12月22日下午5时，岑小林在广州市花都体育馆以105次的成绩打破「30秒内双摇跳绳次数最多」的吉尼斯世界纪录。